# Frankie (film, 2005)
Pour les articles homonymes, voir Frankie.
Pour plus de détails, voir Fiche technique et Distribution.
Frankie est un film français réalisé par Fabienne Berthaud, sorti en 2005.

## Synopsis
Frankie est le portrait d'un mannequin en fin de course, au moment où sa vie bascule, elle a déjà 26 ans….

## Fiche technique
- Titre : Frankie
- Réalisation : Fabienne Berthaud
- Scénario : Fabienne Berthaud
- Production : Fabienne Berthaud, Bruno Petit, Jean-Marie Delbary, Diane Kruger, Olivier Oursel et Xavier Durringer
- Musique : CocoRosie
- Photographie : Fabienne Berthaud et Maud Camille
- Montage : Raphaëlle Urtin
- Décors et costumes : Fabienne Berthaud
- Pays d'origine :  France
- Format : couleur - 2,35:1 - Dolby Digital - DV
- Genre : drame
- Durée : 88 minutes
- Dates de sortie : 12 août 2005 (festival de Locarno), 1er mars 2006 (France)

## Distribution
- Diane Kruger : Frankie
- Jeannick Gravelines : Tom, le chauffeur
- Brigitte Catillon : Suzy, la tenancière de la maison des filles
- Christian Wiggert : le photographe
- Jay Alexander : Kate, le directeur de casting
- Jean-Louis Place : le psychiatre
- Gérald Marie : Lorenzo Ferretti, le manager
- Sylvia Hoeks : Rumina
- Alexander Schwab : le booker
- Claude Jeangirard : le directeur de la clinique

## Autour du film
- Auto-financé par la réalisatrice, le tournage a duré trois ans et fut régulièrement interrompu par manque d'argent[1]. Fidèle à son engagement, l'actrice Diane Kruger revenait tourner quelques scènes entre ses différents tournages[2].

## Distinctions
- Prix du meilleur film au Festival du film de la Réunion 2005.